# Juřacka
Juřacka jsou vrcholem v jižní části Oderských vrchů, mají nadmořskou výšku 589 m n. m. a nacházejí se severně nad vesnicí Podhoří (částí města Lipník nad Bečvou v okrese Přerov). V západní části masivu Juřacek se nachází zřícenina hradu Drahotuš a dvě nepřístupné bývalé štoly. Západní část masivu Juřacek obtéká potok Jezernice a severní a východní část obtéká potok Žabník. Severozápadně od Juřacek se nachází vesnice Uhřínov.

## Další informace

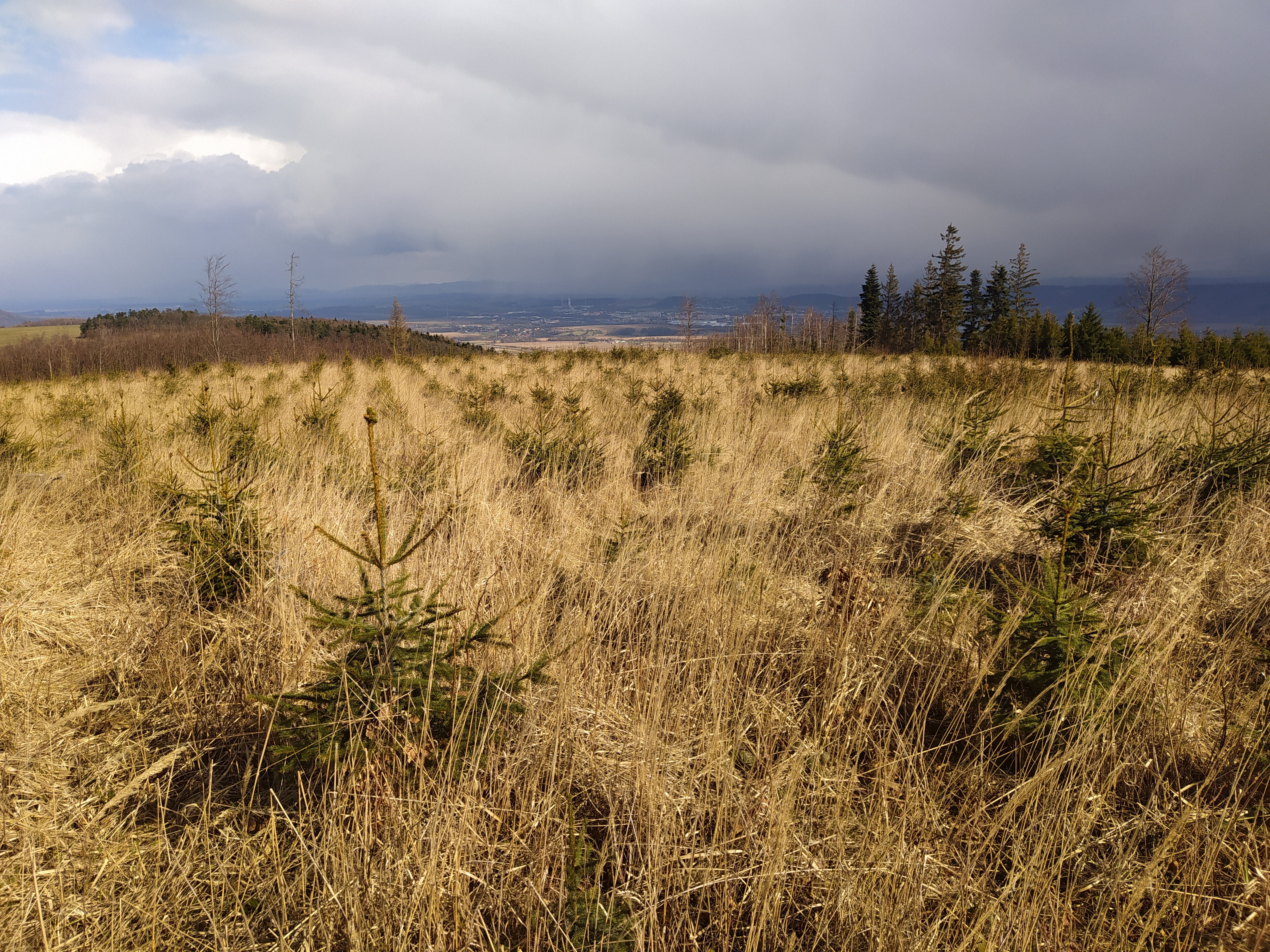
Vrchol kopce Juřacka - pohled na Hranice a Moravskou bránu

Na Juřackách byly ve středověku dvě dnes již neexistující vesnice Juřitínov (nazývaný/psaný také jako Jiřatsko, Juřacko, Jursytynow či Girzatsko) a Žabíkov (nazývaný/psaný také jako Sobíkov, Sobeykow. Schobeykow).
V západní části masivu Juřacek se nachází zřícenina gotického hradu Drahotuš (chráněný jako kulturní památka České republiky ze 13. století).
V západní části masivu Juřacek se nachází dvě nepřístupné bývalé štoly (Špirutova díra a Srnčí díra), které jsou na mapě souhně nazývané jako Špirutovy díry (souvisí s prospektorskou činností Eduarda Špiruty v 19. století). Západně od Juřacek se nachází hluboké, malebné a z pohledu ochrany přírody velmi cenné údolí potoka Jezernice zvané Peklo.
Na vrchol Juřacek přímo nevede žádná turistická značka. Nicméně, po obvodu Juřacek a přes západní část masivu vedou turistické značky a cyklostezky a na masivu jsou také lesní cesty.
Východně pod Juřackami, v údolí potoka Žabník, je Žabnický vodopád a studánka Pramen Juřacka.
Z masivu je krásný výhled na Moravskou bránu a Moravskoslezské Beskydy.
V severní části Juřacek je lyžařské středisko.

Masív Juřacek se nachází na katastrálním území Podhoří na Moravě a Slavkov u Města Libavá. 

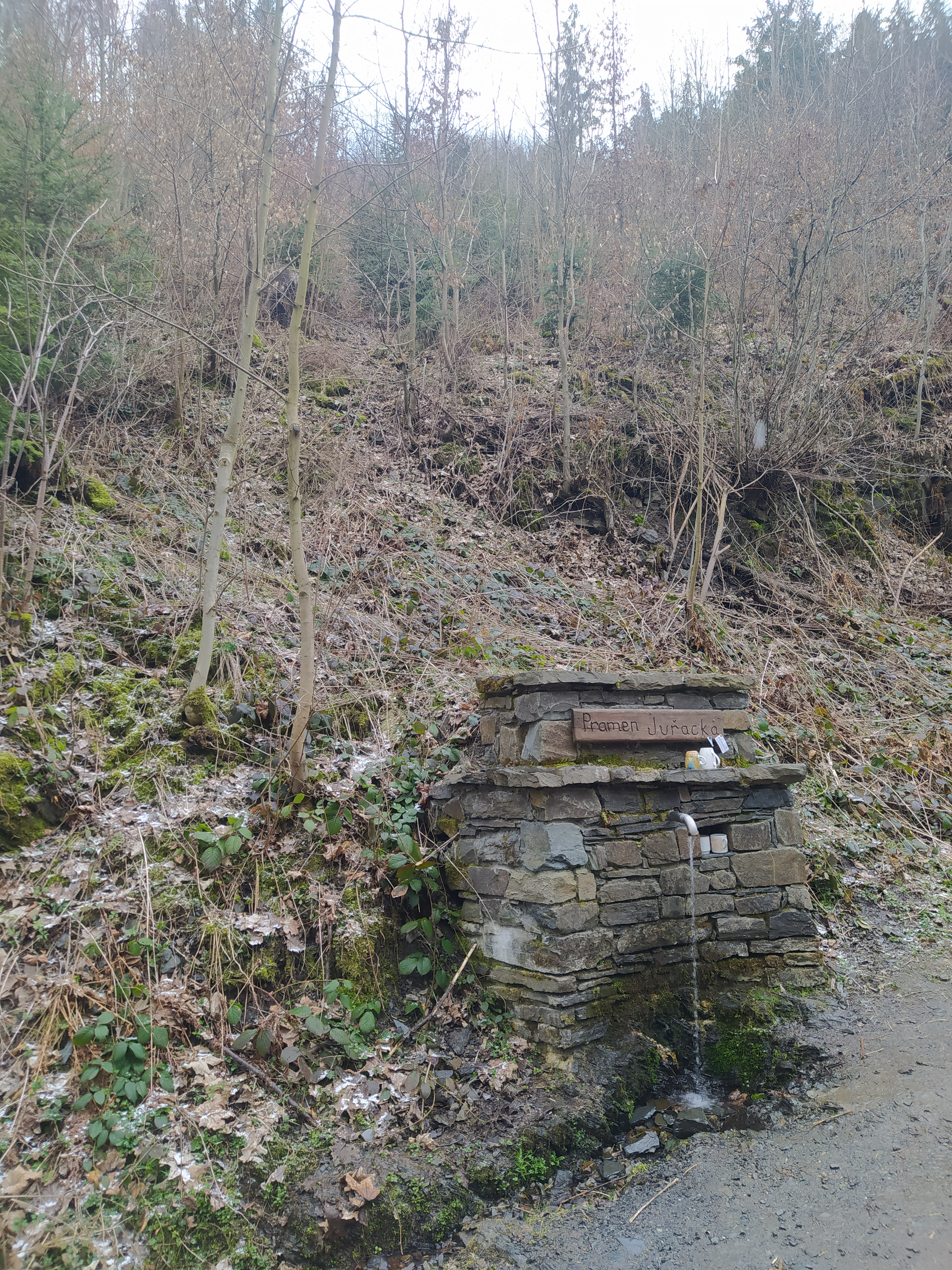
Ve svahu masivu Juřacka - Pramen Juřacka u Žabníku
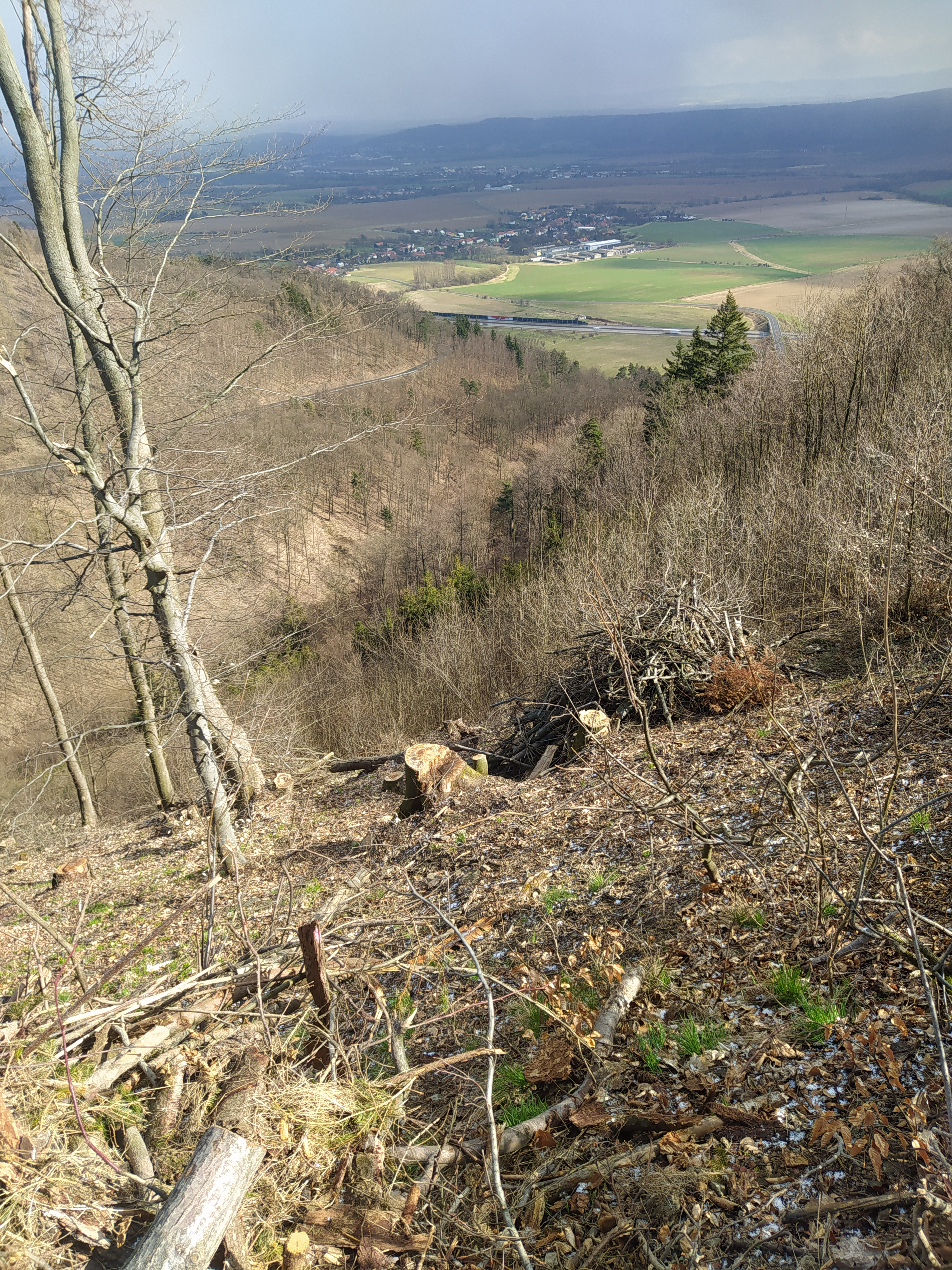
Pohled z Juřacek do udolí potoka Žabník a Moravské brány
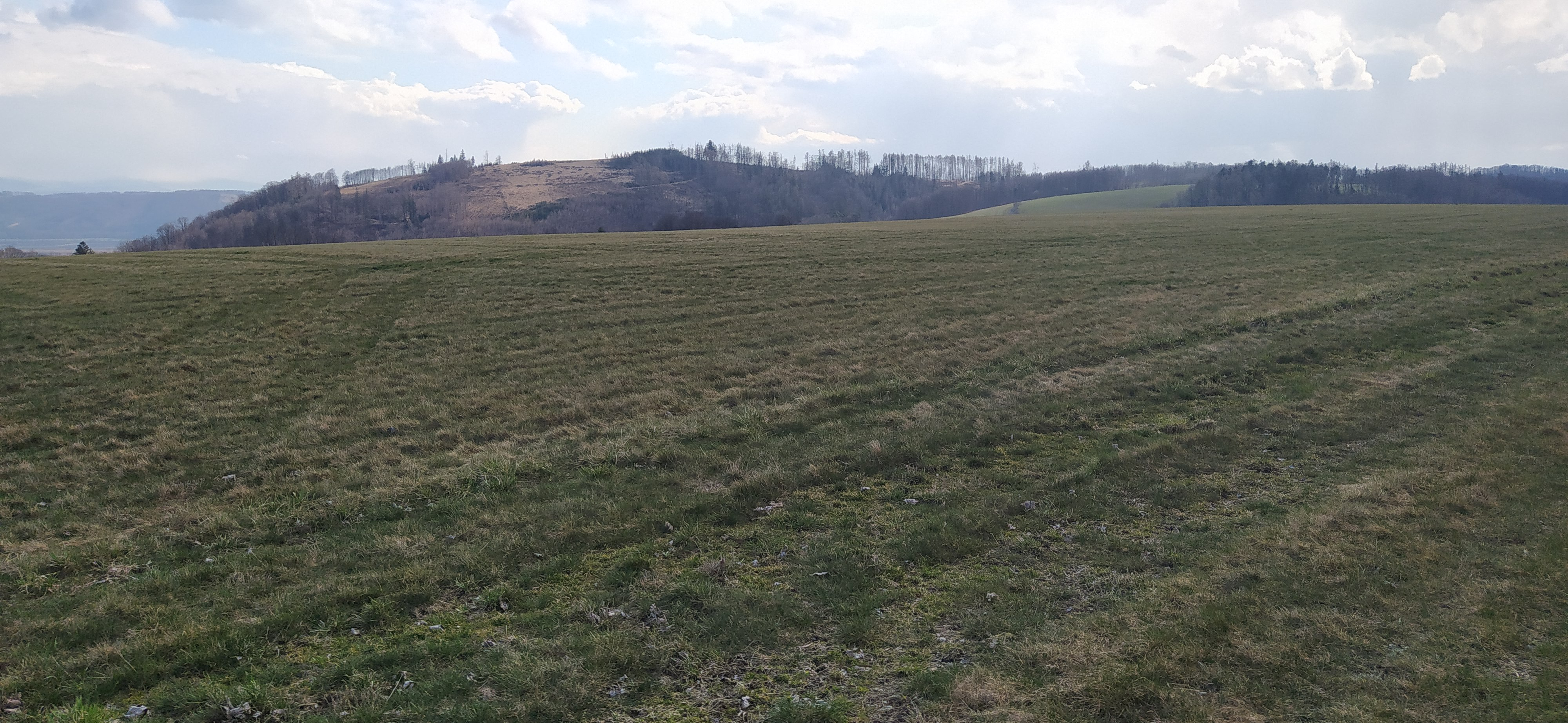
Pohled na Juřacka z Uhřínova